# 十三月曆
十三月历的提出可追溯至1849年，Auguste Comte创立。当时的主要考虑是，现行公历每个月的天数有长有短，而且与实际的月球运行周期不吻合，另外月份跟星期之间的关系十分混乱。而相比之下，如果将一年划为13个月，则每个月刚好28天（4个星期），与月亮运行基本吻合。这样全年就是364天，只需外加一天做节日即可。
后来的十三月历包括1923年Moses B. Cotsworth提出的，以及1930年James A. Colligan的派克思曆。

## 派克思曆
派克思曆（Pax calendar）是詹姆斯 A. 科利根在1930年矯正年度化陽曆發明的。

### 設計
不像其它常年曆，像是國際固定曆和世界曆的改革建議，它保留每星期7天的週期，以一年52個星期=364天，在閏年時則插入額外的一個星期。
平年被劃分為每月28天的13個月，每個月的名稱與現行的格里曆一致，只是在11月和12月之間插入哥倫布月（Columbus）。每年和每月的第一天都是星期日。
在閏年，在12月（哥倫布月）之後會插入一星期，稱為派克思週。

要與現行的格里曆一致，則每400年要插入71個星期，也就是400年有71個閏年。在每年的最後兩位數能被6或99整除的年度，就會加入一個派克思週，但末兩位數為00的年度若能被400整除才不置閏。
派克思曆的提案在《時間標記：追求發明完美日曆的史書》這本書中是這樣敘述的（by Duncan Steel, John Wiley & Sons, Inc., 2000, page 288）：

## 外部連結
- Colligan's Pax Calendar（页面存档备份，存于）

## 來源和參考資料
- Duncan Steel. . John Wiley & Sons, Inc. 2000: 422. ISBN 0-471-29827-1.
- Lance Latham. . CMP Books. 1998: 471. ISBN 0-87930-496-0.